# Герб Горонди
Герб Горо́нди — офіційний символ села Горонда Мукачівського району Закарпатської області, затверджений 21 серпня 2012 року рішенням сесії сільської ради.
На золотому полі з зеленої бази виростає дерево з чорним стовбуром і зеленою кроною, перед деревом біжить червона лисиця. Щит обрамований золотим декоративним картушем i увінчаний золотою сільською короною.
Автор — А. Б. Гречило.

## Джерело
- «Знак» № 59 (2013 р.)